# شال کمر عزیزآقا
شال کمر عزیزآقا یک مجموعه تلویزیونی محصول سال ۱۳۸۲–۱۳۸۱ به کارگردانی، نویسندگی حسین حشمتی و تهیه‌کنندگی حسین ناظم‌زاده می‌باشد که از شبکه دو پخش شد. این مجموعه در ۱۳ قسمت ۴۵ دقیقه ای تهیه شد

## داستان مجموعه
در آبادی بوسیله کسی پولی به‌آبادی می‌رسد وشخصی که صاحب پول است در خواست می‌کند تا پول صرف کارهای خیریه شود، منتهی کسی که پول را می‌گیرد وقرار است به‌آبادی برساند برعکس این در خواست را انجام می‌دهد وپول را زیر شال کمر خود پنهان می‌کند ودیگر کار نمی‌کند واز از پول سوء استفاده می‌کند و تمام آبادی را بهم می‌ریزد.

## بازیگران
- فریدون سورانی
- اکبر دباغیان
- محمدعلی میاندار
- جمشید صدری
- فاطمه شکری
- افسانه هاشمی
- اسکندر رفیعی
- غلامرضا خوشحال‌پور
- الهام باقری
- پریسا رسا
- نینا صفی‌خانی
- مژگان امیدی
- مهدی شهراد
- مهران قهرمانی
- محبوبه ضیاییی
- پری‌گل وفایی
- اکبر امیری
- محسن مسباح
- فرشاد فهیمی
- آزاده لادریان
- مریم خدارحمی
- ناصر طالبی
- رضا پروانیان
- مریم یاری
- پرهام لبنانی
- محمد شریفی
- اسماعیل شریفی
- حسین حشمتی
- محمد فشارکی
- ذبیح‌الله صولتیان
- عبدالکریم کمال
- نسرین آزادی
- محمد رزاق‌دوست
- امیر آشوری
- حفیظ‌الله قاسمی
- مرتضی عابدینی
- ام‌البنین معماری
- شیرین بنی‌مسنی
- ملک آشوری
- اشرف سلیمانی
- نورالله جعفری
- اکبر جزینی

## عوامل تولید
- نویسنده و کارگردان: حسین حشمتی
- تصویربردار: سیدمحمد روضاتی
- صدابردار: مجتبی حبیب‌اللهی
- تدوین: محمود آغاسی
- موسیقی: مجید کوثری
- تهیه‌کننده: حسین ناظم‌زاده